# روری فالون
روری فالون (انگلیسی: Rory Fallon؛ زادهٔ ۲۰ مارس ۱۹۸۲) یک بازیکن فوتبال است.
وی همچنین در تیم ملی فوتبال نیوزیلند بازی کرده‌است.